# اروسیک اسید
اروسیک اسید (به انگلیسی: Erucic acid) یک ترکیب شیمیایی با شناسه پاب‌کم ۵۲۸۱۱۱۶ است. شکل ظاهری این ترکیب، جامد مومی سفید است.